# Амини Фонуа
Амини Тујтаваке Бритион Фонуа (енгл. Amini Tuitavake Britteon Fonua; Окланд, 14. децембар 1989) тонгански је пливач новозеландског порекла, чија ужа специјалност су трке прсним и делфин стилом. Вишеструки је национални првак и рекордер, двоструки олимпијац и учесник светских првенстава у великим и малим базенима. Носио је заставу своје земље на свечаној церемонији отварања ЛОИ 2012. у Лондону. 
Први је тонгански пливач у историји који је освојио златну медаљу у пливању на неком од међународних такмичења, пошто је на првенству Океаније 2010. у Апији освојио титулу првака у трци на 50 прсно.
Фонуа је први тонгански спортиста који се јавно декларисао као геј, а активно се бави промоцијом права ЛГБТ особа. Дипломирао је телекомункиације на Универзитету Texas A&M у Колеџ Стејшону у Тексасу (Сједињене Државе).

## Спортска каријера
Амини Фонуа је рођен у Окланду на Новом Зеланду, у мешовитој тонганско-британској породици, од оца Сиона адвоката и мајке Џули. Пливање је почео да тренира веома рано, још као дечак, у пливачком клубу Роскил, у родном граду, а његов први тренер је била Сандра Бероу, са којом је радио све до 2007. године. У том периоду је остварио неколико запаженијих резултата на градским и националним такмичењима за млађе узрасне категорије. Потом на кратко прелази у екипу West Auckland Aquatics где га је тренирала Дона Бузаид, а у том периоду је учествовао и на новозеландском изборном такмичењу за Олимпијске игре у Пекингу 2008, где је био 3. у трци на 100 прсно и 9. на двоструко дужој деоници. Убрзо након тог такмичења одлучује се да у будућности наступа под заставом Тонге. 
У јесен 2008, захваљујући спортској стипендији, одлази у Сједињене Државе, где уписује студије Телекомуникација и мулти-медија на Универзитету Texas A&M недалеко од Хјустона. Током трајања студија, које је успешно завршио у мају 2013, наступао је за пливачку секцију свог Универзитета, а једно време је био и капитен тима.
Први велики успех у каријери постигао је у јуну 2010, на првенству Океаније у Апији, где је освојио златну медаљу у трци на 50 метара прсним стилом. Била је то уједно и прва златна медаља за тонганско пливање у историји, на неком од великих међународних такмичења. На истом такмичењу је освојио још две бронзане медаље, на 100 прсно и 50 делфин. У октобру исте године по први пут је наступио на Играма Комовелта у Њу Делхију где је успео да се пласира у финале трке на 50 прсно. 
На светским првенствима је дебитовао у Шангају 2011, остваривши два солидна пласмана у квалификационим тркама на 50 и 100 прсно. Нешто касније исте године осваја прве медаље на Пацифичким играма у Нумеи, два сребра и злато. У склопу припрема за наступ на Олимпијским играма у Лондону, крајем маја 2012. учествује на Океанијском првенству у Нумеи где је са успехом одбранио злато на 50 прсно, освојено две године раније. 
На ЛОИ 2012. у Лондону Фонуа је носио заставу Тонге током дефилеа нација на свечаној церемонији отварања Игара. Фонуа је у Лондону пливао у квалификацијама на 100 прсно, а време од 1:03,65 минута било је довољно за укупно 41. место у конкуренцији 44 пливача.
Након Лондона, Фонуа је направио краћу паузу током које се посветио завршетку студија, а на међународну сцену се вратио у децембру 2014. у Дохи, као учесник светског првенства у малим базенима. Неколико месеци касније, на Пацифичким играма у Порт Морезбију осваја златне медаље у све три појединачне трке прсним стилом, поставши уједно првим тонганским спортистом у историји који је на једном такмичењу тог ранга освојио три златне медаље. Месец дана касније, на светском првенству у руском Казању остварује пласман на 56. место у квалификацијама трке на 100 прсно. 
На својим другим Олимпијским играма, у Рију 2016. зуазима претпоследње 45. место у квалификацијама на 100 прсно. такође се такмичио и на светском првенству у малим базенима у Хангџоуу 2018. године. 
Трећи наступ на светским првенствима у великим базенима „уписао” је у корејском Квангџуу 2019, где је наступио у чак четири дисциплине, две појединачне и две штафетне. У квалификацијама трке на 50 прсно заузео је 56. место у конкуренцији 78 такмичара, док је на 100 прсно био на укупно 81. месту. Мешовито тонганске штафете на 4×100 мешовито и 4×100 слободно, за које је пливао Фонуа, заузеле су два 34. места у квалификацијама.